# جشنواره بین‌المللی فیلم ویلنیوس
جشنواره بین‌المللی فیلم ویلنیوس (لیتوانیایی: Kino pavasaris)، (انگلیسی: Vilnius International Film Festival) یا (VIFF) یک جشنواره سالانه فیلم است
که از سال ۱۹۹۵ هر مارس در ویلنیوس مرکز لیتوانی برگزار می‌شود.
جشنواره بین‌المللی فیلم ویلنیوس بزرگترین و مهم‌ترین رویداد سینمایی در لیتوانی است. در طول بیش از۲۰ سال، این جشنواره به یک پدیده فرهنگی بسیار پر مخاطب تبدیل شده‌است. در برخی سال‌ها برخی فیلم‌ها در دومین شهر بزرگ لیتوانی کاوناس نیز نمایش داده شدند. از سال ۲۰۱۸ این جشنواره به مدت ۲ هفته در ۱۱ شهر لیتوانی برگزار می‌شود.